# エルブリラ・ビチ
エルブリラ・ビチ（Erblira Bici、1995年6月27日 - ）は、アルバニアの女子バレーボール選手。ポジションはオポジット。アルバニア代表。

## 来歴

### クラブチーム
2010年、KS Tiranaに入団し3年間在籍した。2013年、Barleti Volleyへ加入し、2013/14～2015/16シーズンのアルバニア国内リーグ、アルバニアカップではタイトルを獲った。2016年、イタリアセリエA2Mondovì Volleyへ移籍し、2017/18シーズンのセリエA2で準優勝した。2018年6月、セリエA1のイゴール・ゴルゴンゾーラ・ノヴァーラとの契約が発表され、2018/19シーズンのセリエA1リーグで準優勝、欧州チャンピオンズリーグでは優勝した。2020年5月、クーネオ・グランダ・バレーへの移籍が発表され、2020/21シーズンのセリエA1リーグは9位となった。2021/22シーズンはセリエA2のFutura Volley Giovani Busto Arsizioでプレーした。2022年5月、セリエA2所属だったローマ・バレークラブへの移籍が発表され、2022/23シーズンのセリエA2では優勝へ導き、MVPに選ばれた。2023/24シーズンも同チームと契約し、セリエA1昇格を果たしリーグ8位となった。2024年9月、メガ・バレーへの移籍が発表された。

### 代表チーム
2014年に18歳でアルバニア代表に初選出され、同年の世界選手権の欧州大陸予選でデビューした。2016～2018年のヨーロッパリーグに出場した。

## 受賞歴
- 2023年　イタリアセリエA2　MVP

## 所属クラブ
- KS Tirana（2010-2013年）
- Barleti Volley（2013-2016年）
- Mondovì Volley（2016-2018年）
- イゴール・ゴルゴンゾーラ・ノヴァーラ（2018-2019年）
- FVブスト・アルシーツィオ（2019-2020年）
- クーネオ・グランダ・バレー（2020-2021年）
- Futura Volley Giovani Busto Arsizio（2021-2022年）
- ローマ・バレークラブ（2022-2024年）
- メガ・バレー（2024年-）